# William F. Brunner
William Frank Brunner (* 15. September 1887 in Woodhaven, Queens, New York City; † 23. April 1965 in Far Rockaway, New York City) war ein US-amerikanischer Politiker. Zwischen 1929 und 1935 vertrat er den Bundesstaat New York im US-Repräsentantenhaus.

## Werdegang
William Frank Brunner besuchte öffentliche Schulen, die High School in Far Rockaway und die Packard Commercial School. Er zog 1901 nach Rockaway Park, wo er im Versicherungs- und Immobiliengeschäft tätig war. Zwischen 1917 und 1919 diente er als Yeoman First Class in der US Navy. Er saß zwischen 1922 und 1928 in der New York State Assembly. Politisch gehörte er der Demokratischen Partei an. Bei den Kongresswahlen des Jahres 1928 wurde er im zweiten Wahlbezirk von New York in das US-Repräsentantenhaus in Washington, D.C. gewählt, wo er am 4. März 1929 die Nachfolge von John J. Kindred antrat. Er wurde drei Mal in Folge wiedergewählt. Nachdem er zum Sheriff in Queens gewählt worden war, trat er am 27. September 1935 von seinem Kongresssitz zurück. Er diente in dieser Stellung bis zu seinem Rücktritt im folgenden Jahr. Zwischen 1936 und 1938 war er Präsident im Board of Aldermen von New York City. Danach ging er wieder Versicherungs- und Immobiliengeschäften nach. Im Zeitraum vom 1. Juli bis zum 31. Dezember 1941 war er als Commissioner of Borough Works in Queens tätig. Er kandidierte dann 1942 erfolglos für eine demokratische Nominierung und für die American Labor Party für den 78. Kongress.
Zwischen 1946 und 1965 war er Präsident des Rockaway Beach Hospital (später in Peninsula General Hospital umbenannt). Er verstarb am 23. April 1965 in Far Rockaway und wurde dann auf dem St. John’s Cemetery in Middle Village beigesetzt.